# Intel Extreme Masters
O Intel Extreme Masters (IEM) é uma série de torneios internacionais de esportes eletrônicos realizados em países ao redor do mundo. Esses eventos sancionados pela Electronic Sports League (ESL), patrocinados pela Intel, atualmente hospedam eventos de Counter-Strike: Global Offensive e StarCraft II. Outros títulos de jogos foram hospedados no passado. A liga já operou 16 temporadas até 2022. As finais da temporada, com a maior premiação, acontecem em Katowice, Polônia. Eventos no meio da temporada são realizados em várias cidades ao redor do mundo.
Os Intel Extreme Masters são administrados pela ESL, que pertence à Turtle Entertainment GmbH. A Turtle Entertainment está sediada em Colônia, Alemanha. 

## História

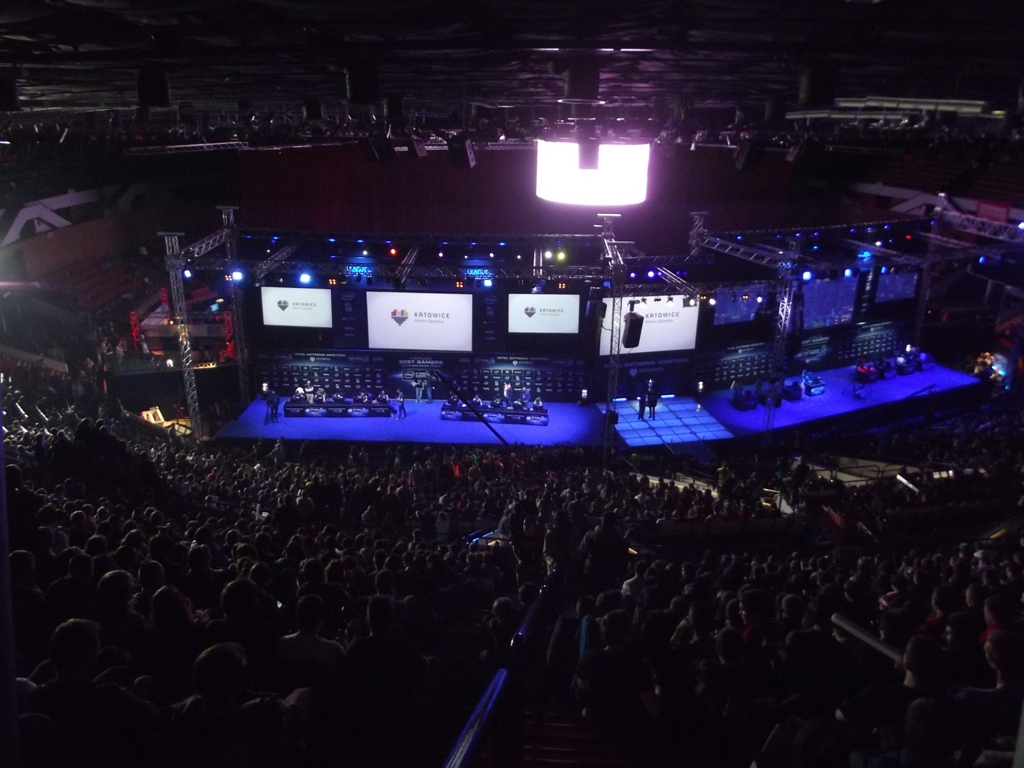
Intel Extreme Masters Katowice 2013

O Intel Extreme Masters é um produto da ESL. Em 2006, quando o torneio europeu patrocinado pela Intel viu espaço para expansão fora da Europa, especialmente nos mercados norte-americanos, a Intel forneceu fundos para um torneio mundial, chamando-o de Intel Extreme Masters. Em 2007, quando estabelecido, o IEM estabeleceu um formato de muitos eventos de qualificação menores, levando a um grande evento final que é realizado na CeBIT. Todas as Grandes Finais foram realizadas na CeBIT. A partir de 2008, o torneio foi anunciado como mundial, com participantes da Europa, América do Norte e Ásia. Embora o Counter-Strike tenha sido o único jogo oferecido na primeira temporada, a variedade de jogos aumentou muito, para quatro que foram oferecidos durante a 5ª temporada. As finais foram realizadas na CeBIT e incluindo uma premiação total de US$ 130.000.

## Modalidades
Ao longo do tempo, as competições foram realizadas nos seguintes jogos:
- Counter-Strike – temporadas 1 a 6
- Warcraft III – temporadas 1 a 5
- World of Warcraft – temporadas 3 e 4
- Quake Live – temporadas 4 e 5
- Defense of the Ancients – temporadas 4 e 5
- StarCraft II – desde a temporada 5
- League of Legends – temporadas 5 a 11
- Hearthstone – temporadas 8 e 9
- Counter-Strike: Global Offensive – desde a temporada 10
- Heroes of the Storm – temporada 10
- Overwatch – temporada 11
- CrossFire – temporada 11
- PlayerUnknown’s Battlegrounds – temporada 12

## Formato
O IEM utiliza um bom número de qualificatórios off-line. Durante a 5ª temporada, as eliminatórias foram realizadas para as regiões da América do Norte, Europa e Sudeste Asiático. Aqueles que se classificarem para as finais são colocados em dois grupos de seis, dos quais os dois primeiros avançam. O primeiro colocado de cada grupo vai direto para as semifinais, e o segundo e terceiro colocados vão para as quartas de final.

## Edições
Observações:
- As finais da temporada ("Campeonatos Mundiais"; CM para abreviar ) são destacadas em laranja, e os campeonatos continentais ("Campeonato Asiático/Europeu/Americano") realizados entre a 3ª e 5ª temporadas são destacados em verde claro.
- Para jogadores individuais, as bandeiras referem-se ao país de origem dos jogadores; para as equipes, não há bandeiras.

### Temporada I
| Local                  | Data da final       | Jogo           | Premiação total | Campeão          |
| ---------------------- | ------------------- | -------------- | --------------- | ---------------- |
| Hanôver, Alemanha (CM) | 21 de março de 2007 | Counter-Strike | 92.000 €        | PGS Gaming       |
| Hanôver, Alemanha (CM) | 21 de março de 2007 | Warcraft III   | 34.000 €        | Yoan "ToD" Merlo |

### Temporada II
| Local                       | Data da final         | Jogo           | Premiação total | Campeão         |
| --------------------------- | --------------------- | -------------- | --------------- | --------------- |
| Los Angeles, Estados Unidos | 21 de outubro de 2007 | Counter-Strike | US$ 45.000      | Fnatic          |
| Los Angeles, Estados Unidos | 21 de outubro de 2007 | Warcraft III   | US$ 21.000      | June "Lyn" Park |
| Hanôver, Alemanha (CM)      | 9 de março de 2008    | Counter-Strike | US$ 122.500     | Mousesports     |
| Hanôver, Alemanha (CM)      | 9 de março de 2008    | Warcraft III   | US$ 21.000      | June "Lyn" Park |

### Temporada III
| Local                                  | Data da final          | Jogo              | Premiação total | Campeão                      |
| -------------------------------------- | ---------------------- | ----------------- | --------------- | ---------------------------- |
| Leipzig, Alemanha                      | 24 de agosto de 2008   | World of Warcraft | US$ 30.000      | Nihilum Plasma               |
| Los Angeles, Estados Unidos            | 5 de outubro de 2008   | Counter-Strike    | US$ 50.000      | SK Gaming                    |
| Los Angeles, Estados Unidos            | 5 de outubro de 2008   | World of Warcraft | US$ 50.000      | x6tence                      |
| Montreal, Canadá                       | 19 de outubro de 2008  | Counter-Strike    | US$ 50.000      | Fnatic                       |
| Montreal, Canadá                       | 19 de outubro de 2008  | World of Warcraft | US$ 50.000      | SK Gaming                    |
| Dubai, Emirados Árabes                 | 24 de outubro de 2008  | Counter-Strike    | US$ 50.000      | Mousesports                  |
| Seul, Coreia do Sul (Camp. As.)        | 16 de novembro de 2008 | Counter-Strike    | US$ 10.000      | e-STRO                       |
| Seul, Coreia do Sul (Camp. As.)        | 16 de novembro de 2008 | World of Warcraft | US$ 30.000      | H O N                        |
| Seul, Coreia do Sul (Camp. As.)        | 16 de novembro de 2008 | Warcraft III      | US$ 10.000      | Manuel "Grubby" Schenkhuizen |
| Filadélfia, Estados Unidos (Camp. Am.) | 23 de novembro de 2008 | Counter-Strike    | US$ 50.000      | Made in Brazil               |
| Filadélfia, Estados Unidos (Camp. Am.) | 23 de novembro de 2008 | World of Warcraft | US$ 30.000      | Trade Chat                   |
| Chengdu, China (Camp. As.)             | 18 de janeiro de 2009  | Counter-Strike    | US$ 50.000      | wNv Teamwork                 |
| Chengdu, China (Camp. As.)             | 18 de janeiro de 2009  | Warcraft III      | US$ 10.000      | Li "Sky" Xiaofeng            |
| Hanôver, Alemanha (Camp. Eu.)          | 5 de março de 2009     | Counter-Strike    | US$ 50.000      | mTw                          |
| Hanôver, Alemanha (Camp. Eu.)          | 5 de março de 2009     | World of Warcraft | US$ 30.000      | iNNERFiRE                    |
| Hanôver, Alemanha (CM)                 | 8 de março de 2009     | Counter-Strike    | US$ 125.000     | Fnatic                       |
| Hanôver, Alemanha (CM)                 | 8 de março de 2009     | World of Warcraft | US$ 75.000      | H O N                        |

### Temporada IV
| Local                         | Data da final          | Jogo                    | Premiação total | Campeão                     |
| ----------------------------- | ---------------------- | ----------------------- | --------------- | --------------------------- |
| Colônia, Alemanha             | 23 de agosto de 2009   | Counter-Strike          | US$ 10.000      | Mousesports                 |
| Colônia, Alemanha             | 23 de agosto de 2009   | World of Warcraft       | US$ 8.000       | Ensidia                     |
| Colônia, Alemanha             | 23 de agosto de 2009   | Quake Live              | US$ 1.000       | Shane "rapha" Hendrixson    |
| Chengdu, China                | 3 de outubro de 2009   | Counter-Strike          | US$ 40.000      | SK Gaming                   |
| Chengdu, China                | 3 de outubro de 2009   | Warcraft III            | US$ 10.000      | Lu "Fly100%" Weiliang       |
| Chengdu, China                | 3 de outubro de 2009   | Defense of the Ancients | US$ 15.000      | For The Dream               |
| Dubai, Emirados Árabes        | 24 de outubro de 2009  | Counter-Strike          | US$ 25.000      | Fnatic                      |
| Dubai, Emirados Árabes        | 24 de outubro de 2009  | Quake Live              | US$ 6.500       | Shane "rapha" Hendrixson    |
| Edmonton, Canadá (Camp. Am.)  | 13 de dezembro de 2009 | Counter-Strike          | US$ 30.000      | Evil Geniuses               |
| Edmonton, Canadá (Camp. Am.)  | 13 de dezembro de 2009 | World of Warcraft       | US$ 20.000      | CheckSix Gaming             |
| Edmonton, Canadá (Camp. Am.)  | 13 de dezembro de 2009 | Quake Live              | US$ 8.000       | Tim "DaHanG" Fogarty        |
| Colônia, Alemanha (Camp. Eu.) | 24 de janeiro de 2010  | Counter-Strike          | US$ 50.000      | Mousesports                 |
| Colônia, Alemanha (Camp. Eu.) | 24 de janeiro de 2010  | World of Warcraft       | US$ 15.000      | SK Gaming Sansibar          |
| Colônia, Alemanha (Camp. Eu.) | 24 de janeiro de 2010  | Quake Live              | US$ 9.000       | Alexey "Cypher" Yanushevsky |
| Taipé, Taiwan (Camp. As.)     | 9 de fevereiro de 2010 | Counter-Strike          | US$ 25.000      | WeMade FOX                  |
| Taipé, Taiwan (Camp. As.)     | 9 de fevereiro de 2010 | World of Warcraft       | US$ 20.000      | ButtonBashers               |
| Taipé, Taiwan (Camp. As.)     | 9 de fevereiro de 2010 | Quake Live              | US$ 3.850       | Fan "Jibo" Zhibo            |
| Hanôver, Alemanha (CM)        | 6 de março de 2010     | Counter-Strike          | US$ 100.000     | Natus Vincere               |
| Hanôver, Alemanha (CM)        | 6 de março de 2010     | World of Warcraft       | US$ 50.000      | Evil Geniuses               |
| Hanôver, Alemanha (CM)        | 6 de março de 2010     | Quake Live              | US$ 20.000      | Shane "rapha" Hendrixson    |

### Temporada V
| Local                                 | Data da final         | Jogo                    | Premiação total | Campeão                    |
| ------------------------------------- | --------------------- | ----------------------- | --------------- | -------------------------- |
| Xangai, China                         | 1 de agosto de 2010   | Counter-Strike          | US$ 40.000      | Fnatic                     |
| Xangai, China                         | 1 de agosto de 2010   | Warcraft III            | US$ 5.000       | June "Lyn" Park            |
| Colônia, Alemanha                     | 1 de agosto de 2010   | Quake Live              | US$ 9.600       | Marcel "k1llsen" Paul      |
| Xangai, China                         | 1 de agosto de 2010   | Defense of the Ancients | US$ 12.000      | EHOME                      |
| Colônia, Alemanha                     | 22 de agosto de 2010  | StarCraft II            | US$ 15.000      | Stefan "MorroW" Andersson  |
| Nova York, Estados Unidos (Camp. Am.) | 10 de outubro de 2010 | Counter-Strike          | US$ 26.000      | compLexity                 |
| Nova York, Estados Unidos (Camp. Am.) | 10 de outubro de 2010 | Quake Live              | US$ 8.000       | Shane "rapha" Hendrixson   |
| Nova York, Estados Unidos (Camp. Am.) | 10 de outubro de 2010 | StarCraft II            | US$ 10.000      | Jian "Fenix" Morayra Alejo |
| Kiev, Ucrânia (Camp. Eu.)             | 23 de janeiro de 2011 | Counter-Strike          | US$ 50.000      | Fnatic                     |
| Kiev, Ucrânia (Camp. Eu.)             | 23 de janeiro de 2011 | Quake Live              | US$ 11.000      | Anton "Cooller" Singov     |
| Kiev, Ucrânia (Camp. Eu.)             | 23 de janeiro de 2011 | StarCraft II            | US$ 18.000      | Jeffrey "SjoW" Brusi       |
| Hanôver, Alemanha (CM)                | 5 de março de 2011    | Counter-Strike          | US$ 80.000      | Natus Vincere              |
| Hanôver, Alemanha (CM)                | 5 de março de 2011    | Quake Live              | US$ 20.000      | Shane "rapha" Hendrixson   |
| Hanôver, Alemanha (CM)                | 5 de março de 2011    | StarCraft II            | US$ 30.000      | Jung "AcE" Woo-Seo         |
| Hanôver, Alemanha                     | 5 de março de 2011    | League of Legends       | US$ 13.500      | myRevenge                  |

### Temporada VI
| Local                     | Data da final           | Jogo              | Premiação total | Campeão                 |
| ------------------------- | ----------------------- | ----------------- | --------------- | ----------------------- |
| Colônia, Alemanha         | 21 de agosto de 2011    | StarCraft II      | US$ 21.000      | Lee "PuMa" Ho-Joon      |
| Colônia, Alemanha         | 21 de agosto de 2011    | League of Legends | US$ 32.000      | Counter Logic Gaming    |
| Guangzhou, China          | 5 de outubro de 2011    | Counter-Strike    | US$ 40.000      | Fnatic                  |
| Guangzhou, China          | 5 de outubro de 2011    | StarCraft II      | US$ 21.000      | Greg "IdrA" Fields      |
| Guangzhou, China          | 5 de outubro de 2011    | League of Legends | US$ 32.000      | Team WE                 |
| Nova York, Estados Unidos | 16 de outubro de 2011   | Counter-Strike    | US$ 40.000      | SK Gaming               |
| Nova York, Estados Unidos | 16 de outubro de 2011   | StarCraft II      | US$ 21.000      | Park "DongRaeGu" Soo-Ho |
| Nova York, Estados Unidos | 16 de outubro de 2011   | League of Legends | US$ 40.000      | Fnatic                  |
| Kiev, Ucrânia             | 22 de janeiro de 2012   | Counter-Strike    | US$ 40.000      | Natus Vincere           |
| Kiev, Ucrânia             | 22 de janeiro de 2012   | StarCraft II      | US$ 21.000      | Moon "MMA" Sung-Won     |
| Kiev, Ucrânia             | 22 de janeiro de 2012   | League of Legends | US$ 40.000      | Moscow Five             |
| São Paulo, Brasil         | 11 de fevereiro de 2012 | StarCraft II      | US$ 21.000      | Kim "viOLet" Dong-Hwan  |
| Hanôver, Alemanha (CM)    | 10 de março de 2012     | Counter-Strike    | US$ 100.000     | ESC Gaming              |
| Hanôver, Alemanha (CM)    | 10 de março de 2012     | StarCraft II      | US$ 83.000      | Jang "MC" Min-Chul      |
| Hanôver, Alemanha (CM)    | 10 de março de 2012     | League of Legends | US$ 100.000     | Moscow Five             |

### Temporada VII
| Local                   | Data da final          | Jogo              | Premiação total | Campeão                |
| ----------------------- | ---------------------- | ----------------- | --------------- | ---------------------- |
| Colônia, Alemanha       | 19 de agosto de 2012   | StarCraft II      | US$ 29.000      | Jung "Mvp" Jong-Hyun   |
| Colônia, Alemanha       | 19 de agosto de 2012   | League of Legends | US$ 150.000     | Moscow Five            |
| Área Central, Singapura | 24 de novembro de 2012 | StarCraft II      | US$ 29.000      | Ju "Sting" Hoon        |
| Área Central, Singapura | 24 de novembro de 2012 | League of Legends | US$ 44.000      | MeetYourMakers         |
| Colônia, Alemanha       | 16 de dezembro de 2012 | League of Legends | US$ 44.000      | SK Telecom T1          |
| Katowice, Polônia       | 20 de janeiro de 2013  | StarCraft II      | US$ 29.000      | Kang "First" Hyun-Woo  |
| Katowice, Polônia       | 20 de janeiro de 2013  | League of Legends | US$ 44.000      | Gambit Gaming          |
| São Paulo, Brasil       | 2 de fevereiro de 2013 | League of Legends | US$ 44.000      | Incredible Miracle     |
| Hanôver, Alemanha (CM)  | 9 de março de 2013     | StarCraft II      | US$ 100.000     | Choi "YoDa" Byung-Hyun |
| Hanôver, Alemanha (CM)  | 9 de março de 2013     | League of Legends | US$ 150.000     | CJ Entus Blaze         |

### Temporada VIII
| Local                                  | Data da final           | Jogo              | Premiação total | Campeão                    |
| -------------------------------------- | ----------------------- | ----------------- | --------------- | -------------------------- |
| Xangai, China                          | 26 de julho de 2013     | League of Legends | US$ 30.000      | Team WE                    |
| Xangai, China                          | 28 de julho de 2013     | StarCraft II      | US$ 25.000      | Kim "Revival" Dong-hyun    |
| Nova York, Estados Unidos              | 13 de outubro de 2013   | StarCraft II      | US$ 25.000      | Lee "Life" Seung-Hyun      |
| Colônia, Alemanha (Profissional)       | 24 de novembro de 2013  | League of Legends | US$ 41.000      | Gambit Gaming              |
| Colônia, Alemanha (Amador)             | 24 de novembro de 2013  | League of Legends | US$ 30.000      | Copenhagen Wolves          |
| Área Central, Singapura                | 1 de dezembro de 2013   | StarCraft II      | US$ 25.000      | Kim "herO" Joon-ho         |
| Área Central, Singapura (Profissional) | 1 de dezembro de 2013   | League of Legends | US$ 50.000      | Invictus Gaming            |
| Área Central, Singapura (Amador)       | 1 de dezembro de 2013   | League of Legends | US$ 20.000      | CGA LEGENDs                |
| São Paulo, Brasil                      | 29 de janeiro de 2014   | StarCraft II      | US$ 25.000      | Kim "herO" Joon-ho         |
| São Paulo, Brasil                      | 29 de janeiro de 2014   | League of Legends | US$ 40.500      | Millenium                  |
| Colônia, Alemanha                      | 16 de fevereiro de 2014 | StarCraft II      | US$ 25.000      | Song "HerO" Hyeon-deok     |
| Katowice, Polônia (CM)                 | 16 de março de 2014     | StarCraft II      | US$ 100.000     | Kim "sOs" Yoo-jin          |
| Katowice, Polônia (CM)                 | 16 de março de 2014     | League of Legends | US$ 150.000     | KT Rolster Bullets         |
| Katowice, Polônia (CM)                 | 16 de março de 2014     | Hearthstone       | US$ 4.000       | Marcin "Gnimsh" Filipowicz |

### Temporada IX
| Local                      | Data da final          | Jogo              | Premiação total | Campeão                |
| -------------------------- | ---------------------- | ----------------- | --------------- | ---------------------- |
| Shenzhen, China            | 19 de julho de 2014    | StarCraft II      | US$ 25.000      | Yoon "Taeja" Young-suh |
| Shenzhen, China (Amistoso) | 20 de julho de 2014    | League of Legends | US$ 5.000       | Team WE                |
| Shenzhen, China            | 21 de julho de 2014    | Hearthstone       | US$ 10.000      | Jason "Amaz" Chan      |
| Toronto, Canadá            | 31 de agosto de 2014   | StarCraft II      | US$ 25.000      | Lee "Flash" Young-ho   |
| San José, Estados Unidos   | 7 de dezembro de 2014  | StarCraft II      | US$ 25.000      | Kim "herO" Joon-ho     |
| San José, Estados Unidos   | 7 de dezembro de 2014  | League of Legends | US$ 50.000      | Cloud9                 |
| Colônia, Alemanha          | 21 de dezembro de 2014 | League of Legends | US$ 30.000      | Gambit Gaming          |
| Taipé, Taiwan              | 30 de janeiro de 2015  | League of Legends | US$ 50.000      | Flash Wolves           |
| Taipé, Taiwan              | 1 de fevereiro de 2015 | StarCraft II      | US$ 25.000      | Lee "Life" Seung-hyun  |
| Katowice, Polônia (CM)     | 15 de março de 2015    | StarCraft II      | US$ 117.707     | Joo "Zest" Sung-wook   |
| Katowice, Polônia (CM)     | 15 de março de 2015    | League of Legends | US$ 183.414     | Team SoloMid           |

### Temporada X
| Local                    | Data da final          | Jogo                             | Premiação total | Campeão                     |
| ------------------------ | ---------------------- | -------------------------------- | --------------- | --------------------------- |
| Shenzhen, China          | 19 de julho de 2015    | StarCraft II                     | US$ 25.000      | Kim "Classic" Doh-woo       |
| Shenzhen, China          | 20 de julho de 2015    | Heroes of the Storm              | US$ 10.000      | MVP Black                   |
| Colônia, Alemanha        | 9 de agosto de 2015    | StarCraft II                     | US$ 25.000      | Lee "INnoVation" Shin-hyung |
| Colônia, Alemanha        | 9 de agosto de 2015    | Counter-Strike: Global Offensive | US$ 80.000      | Team EnVyUs                 |
| San José, Estados Unidos | 22 de novembro de 2015 | League of Legends                | US$ 50.000      | Origen                      |
| San José, Estados Unidos | 22 de novembro de 2015 | Counter-Strike: Global Offensive | US$ 125.000     | Natus Vincere               |
| Colônia, Alemanha        | 20 de dezembro de 2015 | League of Legends                | US$ 50.000      | ESC Ever                    |
| Taipé, Taiwan            | 1 de fevereiro de 2016 | Counter-Strike: Global Offensive | US$ 50.000      | The MongolZ                 |
| Taipé, Taiwan            | 2 de fevereiro de 2016 | StarCraft II                     | US$ 25.000      | Kim "sOs" Yoo-jin           |
| Katowice, Polônia (CM)   | 5 de março de 2016     | StarCraft II                     | US$ 150.000     | Choi "Polt" Seong-hun       |
| Katowice, Polônia (CM)   | 5 de março de 2016     | League of Legends                | US$ 100.000     | SK Telecom T1               |
| Katowice, Polônia (CM)   | 5 de março de 2016     | Counter-Strike: Global Offensive | US$ 250.000     | Fnatic                      |

### Temporada XI
| Local                   | Data da final           | Jogo                             | Premiação total | Campeão                     |
| ----------------------- | ----------------------- | -------------------------------- | --------------- | --------------------------- |
| Xangai, China           | 31 de julho de 2016     | StarCraft II                     | US$ 50.000      | Marc "uThermal" Schlappi    |
| Oakland, Estados Unidos | 20 de novembro de 2016  | League of Legends                | US$ 100.000     | Unicorns of Love            |
| Oakland, Estados Unidos | 20 de novembro de 2016  | Counter-Strike: Global Offensive | US$ 300.000     | Ninjas in Pyjamas           |
| Gyeonggi, Coreia do Sul | 18 de dezembro de 2016  | StarCraft II                     | US$ 35.000      | Lee "INnoVation" Shin-hyung |
| Gyeonggi, Coreia do Sul | 18 de dezembro de 2016  | League of Legends                | US$ 100.000     | Samsung Galaxy              |
| Gyeonggi, Coreia do Sul | 18 de dezembro de 2016  | Overwatch                        | US$ 100.000     | LW Red                      |
| Katowice, Polônia (CM)  | 26 de fevereiro de 2017 | League of Legends                | US$ 150.000     | Flash Wolves                |
| Katowice, Polônia (CM)  | 5 de março de 2017      | StarCraft II                     | US$ 250.000     | Jeon "TY" Tae-yang          |
| Katowice, Polônia (CM)  | 5 de março de 2017      | Counter-Strike: Global Offensive | US$ 250.000     | Astralis                    |

### Temporada XII
| Local                      | Data da final          | Jogo                             | Premiação total | Campeão                 |
| -------------------------- | ---------------------- | -------------------------------- | --------------- | ----------------------- |
| Sydney, Austrália          | 7 de maio de 2017      | Counter-Strike: Global Offensive | US$ 200.000     | SK Gaming               |
| Xangai, China              | 30 de julho de 2017    | StarCraft II                     | US$ 25.000      | Lee "Rogue" Byeong-yeol |
| Oakland, Estados Unidos    | 19 de novembro de 2017 | Counter-Strike: Global Offensive | US$ 300.000     | Ninjas in Pyjamas       |
| Oakland, Estados Unidos    | 19 de novembro de 2017 | PlayerUnknown's Battlegrounds    | US$ 200.000     | against All authority   |
| Pyeongchang, Coreia do Sul | 7 de fevereiro de 2018 | StarCraft II                     | US$ 150.000     | Sasha "Scarlett" Hostyn |
| Katowice, Polônia (CM)     | 4 de março de 2018     | StarCraft II                     | US$ 400.000     | Lee "Rogue" Byeong-yeol |
| Katowice, Polônia (CM)     | 4 de março de 2018     | Counter-Strike: Global Offensive | US$ 500.000     | Fnatic                  |

### Temporada XIII
| Local                                 | Data da final          | Jogo                             | Premiação total | Campeão         |
| ------------------------------------- | ---------------------- | -------------------------------- | --------------- | --------------- |
| Sydney, Austrália                     | 6 de maio de 2018      | Counter-Strike: Global Offensive | US$ 250.000     | FaZe Clan       |
| Xangai, China                         | 6 de agosto de 2018    | Counter-Strike: Global Offensive | US$ 250.000     | NRG Esports     |
| Chicago, Estados Unidos               | 11 de novembro de 2018 | Counter-Strike: Global Offensive | US$ 250.000     | Astralis        |
| Katowice, Polônia (CM)                | 3 de março de 2019     | StarCraft II                     | US$ 400.000     | Eo "soO" Yun-su |
| Katowice, Polônia (CM) (ver detalhes) | 3 de março de 2019     | Counter-Strike: Global Offensive | US$ 1.000.000   | Astralis        |

### Temporada XIV
| Local                   | Data da final          | Jogo                             | Premiação total | Campeão                 |
| ----------------------- | ---------------------- | -------------------------------- | --------------- | ----------------------- |
| Sydney, Austrália       | 5 de maio de 2019      | Counter-Strike: Global Offensive | US$ 250.000     | Team Liquid             |
| Chicago, Estados Unidos | 21 de julho de 2019    | Counter-Strike: Global Offensive | US$ 250.000     | Team Liquid             |
| Xangai, China           | 10 de novembro de 2019 | Counter-Strike: Global Offensive | US$ 250.000     | Astralis                |
| Katowice, Polônia (CM)  | 1 de março de 2020     | StarCraft II                     | US$ 400.000     | Lee "Rogue" Byeong-yeol |
| Katowice, Polônia (CM)  | 3 de março de 2020     | Counter-Strike: Global Offensive | US$ 500.000     | Natus Vincere           |

### Temporada XV
| Local                 | Data da final           | Jogo                             | Premiação total | Campeão        |
| --------------------- | ----------------------- | -------------------------------- | --------------- | -------------- |
| Europa (on-line)      | 20 de dezembro de 2020  | Counter-Strike: Global Offensive | US$ 500.000     | Astralis       |
| Europa (on-line) (CM) | 28 de fevereiro de 2021 | Counter-Strike: Global Offensive | US$ 1.000.000   | Gambit Esports |

### Temporada XVI
| Local                  | Data da final           | Jogo                             | Premiação total | Campeão        |
| ---------------------- | ----------------------- | -------------------------------- | --------------- | -------------- |
| Europa (on-line)       | 13 de junho de 2021     | Counter-Strike: Global Offensive | US$ 250.000     | Gambit Esports |
| Colônia, Alemanha      | 18 de julho de 2021     | Counter-Strike: Global Offensive | US$ 1.000.000   | Natus Vincere  |
| Estocolmo, Suécia      | 12 de dezembro de 2021  | Counter-Strike: Global Offensive | US$ 250.000     | Team Vitality  |
| Katowice, Polônia (CM) | 27 de fevereiro de 2022 | Counter-Strike: Global Offensive | US$ 1.000.000   | FaZe Clan      |

### Temporada 2022
| Local                                 | Data da final           | Jogo                             | Premiação total | Campeão    |
| ------------------------------------- | ----------------------- | -------------------------------- | --------------- | ---------- |
| Dallas, Estados Unidos                | 5 de junho de 2022      | Counter-Strike: Global Offensive | US$ 250.000     | Cloud9     |
| Colônia, Alemanha                     | 17 de julho de 2022     | Counter-Strike: Global Offensive | US$ 1.000.000   | FaZe Clan  |
| Rio de Janeiro, Brasil (ver detalhes) | 13 de novembro de 2022  | Counter-Strike: Global Offensive | US$ 1.250.000   | Outsiders  |
| Katowice, Polônia (CM)                | 12 de fevereiro de 2023 | Counter-Strike: Global Offensive | US$ 1.000.000   | G2 Esports |

### Temporada 2023
| Local                  | Data da final           | Jogo                             | Premiação total | Campeão       |
| ---------------------- | ----------------------- | -------------------------------- | --------------- | ------------- |
| Rio de Janeiro, Brasil | 23 de abril de 2023     | Counter-Strike: Global Offensive | US$ 250.000     | Team Vitality |
| Dallas, Estados Unidos | 4 de junho de 2023      | Counter-Strike: Global Offensive | US$ 250.000     | ENCE          |
| Colônia, Alemanha (CM) | 6 de agosto de 2023     | Counter-Strike: Global Offensive | US$ 1.000.000   | G2 Esports    |
| Sydney, Austrália      | 22 de outubro de 2023   | Counter-Strike 2                 | US$ 250.000     | FaZe Clan     |
| Katowice, Polônia (CM) | 11 de fevereiro de 2024 | Counter-Strike 2                 | US$ 1.000.000   | Team Spirit   |

### Temporada 2024
| Local                          | Data da final         | Jogo             | Premiação total | Campeão |
| ------------------------------ | --------------------- | ---------------- | --------------- | ------- |
| Chengdu, China                 | 14 de abril de 2024   | Counter-Strike 2 | US$ 250.000     |         |
| Dallas, Estados Unidos         | 2 de junho de 2024    | Counter-Strike 2 | US$ 250.000     |         |
| Colônia, Alemanha (CM)         | 18 de agosto de 2024  | Counter-Strike 2 | US$ 1.000.000   |         |
| Rio de Janeiro, Rio de Janiero | 13 de outubro de 2024 | Counter-Strike 2 | US$ 250.000     |         |